# WBRE-TV
WBRE-TV est une station de télévision américaine située à Wilkes-Barre (Pennsylvanie) appartenant à Nexstar Media Group et affiliée au réseau NBC. Elle sert aussi le marché de Scranton.

## Télévision numérique terrestre
| Canal virtuel | Format | Aspect | Programmation                          |
| ------------- | ------ | ------ | -------------------------------------- |
| 28.1          | 1080i  | 16:9   | Programmation principale WBRE-TV / NBC |
| 28.2          | 480i   | 16:9   | Laff (en)                              |
| 28.3          | 480i   | 16:9   | Grit (en)                              |
| 28.4          | 480i   | 16:9   | Justice Network (en)                   |